# Llar monoparental

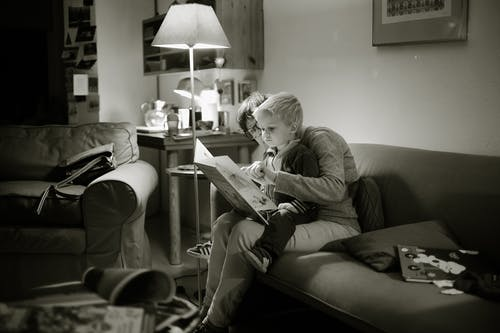
Mare explicant un conte al seu fill en la seva llar.

La llar monoparental és una família formada per un o més fills/es i un dels dos progenitors. Per tant, són llars monoparentals en tots aquells casos que els progenitors estan separats, en divorci o que no mantenen cap mena de contacte amb els fills/es. Fet que fa que el fill/a o els fills/es siguin acompanyats per un sol pare/mare diàriament, o familiars que comparteixen habitatge i ajuda econòmica.
Actualment, s'han experimentat uns canvis que hi han inserit en el creixement dels nuclis monoparentals, com l'augment de les separacions i els divorcis, l'efecte de la sobremortalitat masculina i l'increment de la fecunditat fora del matrimoni. Amb relació a aquest canvi, es produeixen més casos on la mare és la responsable de la custòdia dels fill/es, ja que són les que, generalment, assumeixen la responsabilitat en cas de produir-se alguna de les situacions anterior.
Això es reflecteix en les últimes dades de l'enquesta contínua de llars de l'INE (Institut Nacional Estadística) l'any 2017. Els resultats mostren que un 10% del total de les famílies, són considerades llars monoparentals, de les quals, un total de 83% correspon a dones solteres amb els seus fills/es.
Considerant el perfil més comú en les llars monoparentals, s'ha de parlar de la viduïtat, ja que generalment aquesta es produeix en la tercera edat, on els fills/es són majors de 26 anys, fet que produeix que els pares/mares no tinguin cap mena de responsabilitat sobre ells/elles, sinó que la situació s'inverteix, els fills/es passen a ser els responsables del pare/mare vidu/a.

## Tipologia de les llars monoparentals
Cal diferenciar la llar monoparental i la família monoparental, perquè són conceptes diferents, ja que una llar monoparental està composta pels fills/es i els dos progenitors vius, i tenen l'economia compartida. En canvi, la formació d'una família monoparental pot ser provocada per separacions, a causa de divorcis o una defunció i és caracteritzada perquè els fills/es depenen econòmicament d'un sol pare/mare.
Tenint en compte el fet generador de les llars monoparentals, principalment existeixen els següents tipus: les formades per vidus / és i els seus fills/es, les formades després d'una ruptura matrimonial (Separació i divorci) i les sorgides a partir d'un naixement fora del matrimoni (mares solteres).
Actualment un fet evident i clar és que en la gran majoria de les llars monoparentals, el cap de família és la dona. Les raons d'això són variades:
- La diferència de l'esperança de vida entre homes i dones (viduïtat), que deixa a moltes dones amb càrregues familiars.
- El pes de la tradició, que responsabilitza més fortament a la dona en la cura dels fills/es, i això produeix una major demanda de les dones de quedar-se amb la custòdia dels fills/es, en casos de separació i divorci, en contra de la tendència dels homes.
- La tendència major dels homes a contraure matrimonis o establir una convivència posterior a la separació, divorci o viduïtat, i fins i tot, a contraure noves núpcies amb altres dones.
- Les dones, moltes vegades, depenen de l'economia de l'home, i això els porta a veure a la custòdia dels fills/es, una raó per obligar el pare a passar-los-hi la manutenció econòmica.[8]

Per seguir un cert ordre i poder classificar-les, s'ha de considerar els criteris i les situacions vinculades a aquest tipus de famílies:

### Vinculades a la relació matrimonial
- Separació del matrimoni

La separació d'un matrimoni pot ser de fet o legal: La de fet pot ser temporal o definitiva, i implica el cessament de l'acompliment de les obligacions matrimonials. Normalment es dona entre les classes mitjanes o baixes i aquesta situació pot arribar a una separació legal o de la represa de la relació.
La separació legal suposa la finalització de la convivència de la parella, però no vol dir que s'hagi donat fi al matrimoni. Aquesta situació implica que la família monoparental arribi a ser definitiva o no.
- Divorci del matrimoni

El divorci és una crisi de la vida conjugal encara més gran que la provocada per la separació, i s'extingeix el vincle matrimonial; els cònjuges deixen d'estar casats per una dissolució legal. Després del divorci subsisteixen uns efectes civils per als fills/es i, si escau, econòmics entre els cònjuges
- Viduïtat

Durant molt de temps la mort d'algun dels cònjuges ha estat la causa principal de l'origen d'aquest tipus de famílies, però actualment és el divorci el que està adquirint més importància. Aquestes situacions han estat les més acceptades socialment, ja que és per defunció del cònjuge i no hi ha cap grau de voluntarietat.

### Vinculades a la natalitat
- Mares solteres

Ser mare soltera consisteix a tenir descendència sense un vincle matrimonial. Ho pot ser per elecció, per no haver descartat la maternitat encara que no hagi acceptat el matrimoni, o perquè s'hagi donat un embaràs no esperat i la mare ha optat per assumir la maternitat en solitari. En aquest fet influeixen freqüentment diversos factors: joventut, manca d'informació, nivell cultural baix, escassetat de mitjans econòmics ... A més de tots aquests problemes per ser, per una banda, famílies monoparentals, també cal afegir el fet que pateixen un gran rebuig per part de la societat, encara que aquesta mentalitat i cultura cada vegada estigui canviant més; i moltes vegades varia segons els casos i les circumstàncies de cadascú.

### Vinculades a l'ordenament jurídic
- Adopció per solters/es

La nova redacció de l'article 178 del Codi Civil d'espanya, amplia la possibilitat d'adoptar a les persones separades legalment, a les divorciades i les solteres (a més de les casades). Això vol dir que des d'aquesta redacció poden estar sorgint famílies monoparentals per adopció.

### Vinculades a situacions socials
En aquest grup es poden incloure quatre tipus de situacions:
- Situació d'emigració.
- El treball de la parella en localitats separades i distanciades.
- La llarga hospitalització.
- L'empresonament.

Podria considerar-se que constitueixen la dimensió submergida de les famílies monoparentals. En principi, tenen la singularitat que poden ser provisionals i fer un pas a situacions estables: a formar famílies monoparentals per sempre (Hospitalització passant a viduïtat), a formar famílies completes (alta de l'hospitalització; alliberament de la presó; retorn de l'emigració). En altres ocasions pot tractar-se de situacions monoparentals intermitents, com el treball de la parella en llocs distanciats o el d'un sol dels progenitors en absències prolongades.

## Història
El pas del temps ha mostrat que el concepte de llar monoparental ha evolucionat. Els canvis familiars han consistit en el pas d'una família moderna (ideal de família nuclear) a unes famílies contemporànies (famílies que tenen moltes accepcions) basades en l'individualisme i privacitat.
Als inicis del concepte, una llar monoparental era considerada, únicament, en casos on faltava un dels dos progenitors a causa d'una separació, divorci o una mort. Per contra, actualment, se sosté que una llar monoparental pot ser reconeguda en diferents casos, com podrien ser les esmentades anteriorment o, aquelles que gràcies a l'evolució del temps i les innovacions científiques i mèdiques, permeten tenir un fill/filla a través d'una inseminació artificial o ventre de lloguer (Il·legal a Espanya i a França). Aquest fet, permet que un sol pare/mare pugui formar una família i obtenir ajudes sempre que siguin necessàries.
Amb el pas del temps les llars monoparentals han anat variant, modernitzant, introduint-se a les ciutats i la societat. Un exemple és la ciutat de Barcelona, Catalunya, l'any 1991 les llars monoparentals es trobaven diferenciades en districtes més vells i els més benestants. En aquella època se separa a les mares de tercera edat, acompanyades dels seus fills/es, als districtes més envellits, en canvi, els separats o divorciats, eren enviats a districtes més benestants. Però l'any 2001, aquesta diferència va canviar, ja que només es veia major concentració de llars monoparentals a Sarrià- Sant Gervasi, les Corts- Pedralbes i Gràcia.
Segons les dades que es poden trobar a Idescat, les llars monoparentals han incrementat un 38,6% en els últims 10 anys, i han passat de ser 248.649 l'any 2001, a 344.677 el 2011. La composició per estat civil de les llars monoparentals està en un procés de canvi, així doncs, el concepte de monoparentalitat té més relació, avui en dia, amb la incidència del divorci i les separacions que no pas la viduïtat. Això es reflecteix en els últims percentatges recollits, on ha passat d'un 40,6% a un 31,9% de llars monoparentals a Catalunya.
Fent referència al fet de poder formar una família amb un sol pare/mare es veu reflectit a l'actualitat, ja que un total del 7% de les famílies espanyoles, avui en dia, són identificades com a monoparentals, segons els designats demògrafs (Direcció General de les Famílies i de la Infància del Ministeri de Treball i Assumptes socials, 2015). Les mares amb els seus fills/es representen un 7,2% i els pares un 1,8% en les llars monoparentals.

## Demografia
La comparació entre l'evolució demogràfica i l'estructura familiar entre diferents països és un fet difícil de realitzar, ja que és molt complex i les dades referents a les estructures familiars varien constantment, cosa que fa que sigui gairebé impossible la seva recopilació.
Tenint en compte aquest aspecte, es pot definir Europa com un mosaic pel que fa a les diferents estructures de les llars, ja que hi ha una gran variabilitat de llars en comparació als altres continents. Aquest fet, la composició i la dissolució de les llars, és conseqüent de l'economia de l'estat, la cultura, les tradicions i la societat.
Una de les qüestions que cal remarcar és la disminució del nombre mitjà de persones a la llar. Un dels aspectes que més influeixen és la disminució de la fecunditat i l'augment de les llars monoparentals solidàries, a causa del divorci i l'augment de l'esperança de vida de la dona que sobreviu al seu cònjuge.
Des de la segona meitat de la dècada dels anys seixanta del segle xx, als països de l'Europa occidental, s'han produït transformacions demogràfiques que alguns autors, com Van de Kaa i Lesthaegher, parlaven d'un nou orde demogràfic: Segona transició demogràfica. Aquesta transformació és conseqüent de la caiguda i el retardament de la fecunditat i la nupcialitat; l'augmenta de fills nascuts fora del matrimoni; l'aparició de noves maneres de convivència alternativa, i l'increment de rotures mitjançant el divorci o separacions. Aquests fets tenen a veure amb la dissolució de les llars familiars. En definitiva, la segona transició demogràfica es defineix com a transició familiar.
Taula 1: Les disposicions de vida dels nens menors de 18 anys (%), 2008
|        | Percentatge de llars amb | Percentatge de llars amb | Percentatge de llars amb | Percentatge de llars amb | Percentatge de nens que viuen | Percentatge de nens que viuen | Percentatge de nens que viuen | Percentatge de nens que viuen   | Percentatge de nens que viuen |
| 1 Fill | 2 Fills                  | 3 Fills                  | 4+Fills                  | Amb 1 pare               | Amb 2 pares*, convivència     | Amb 2 pares*, casats          | Sense pares*                  | En una llar de tres generacions |                               |
| (1)    | (2)                      | (3)                      | (4)                      | (5)                      | (6)                           | (7)                           | (8)                           | (9)                             |                               |
| EU-27  | 30.5                     | 46.7                     | 16.2                     | 6.6                      | 13.6                          | 11.5                          | 73.8                          | 1.2                             | 6.6                           |
| BG     | 42.4                     | 41.3                     | 9.6                      | 6.7                      | 14.4                          | 15.6                          | 66.9                          | 3.2                             | 43.3                          |
| EE     | 38.0                     | 42.3                     | 13.7                     | 6.0                      | 21.4                          | 22.9                          | 54.0                          | 1.7                             | 11.0                          |
| IE     | 23.6                     | 40.9                     | 24.8                     | 10.8                     | 23.2                          | 7.4                           | 67.8                          | 1.6                             | 3.4                           |
| ES     | 36.2                     | 54.6                     | 7.2                      | 2.0                      | 7.1                           | 7.8                           | 83.9                          | 1.2                             | 5.4                           |
| LV     | 40.9                     | 38.6                     | 13.5                     | 7.1                      | 23.3                          | 14.5                          | 58.9                          | 3.4                             | 24.8                          |
| RO     | 35.7                     | 39.5                     | 12.3                     | 12.6                     | 6.5                           | 7.0                           | 84.1                          | 2.5                             | 23.1                          |

Nota: dades de 2008 per a tots els països excepte a França (2007).
*Amb "Pares" es refereix als pares biològics, adoptants i adoptius, i el cònjuge o parella d'un pare biològic.
Referent a la taula 1, es pot observar dues estadístiques, el percentatge de llars amb 1 fill, 2 fils, 3 fills, o més de 4 fills. D'altra banda, s'estudia el percentatge de nens/es que viuen amb 1 pare, amb 2 pares de convivència, amb 2 pares casats, sense pares naturals o adoptants, o a una llar de tres generacions.
Com mostra la taula, el percentatge més alt de nens/es que viuen amb un sol pare, va ser a Letònia i Irlanda, ambdues amb un 23%. Cal destacar que, es va situar per sobre del 20% al Regne Unit i a Estònia. En canvi, es presenta un baix percentatge dels nens que van viure amb un progenitor a Romania (7%) i Espanya (7%)
Pel que fa a Espanya, destaca el percentatge de llars amb 2 fills amb un 54,6%, que viuen amb els 2 pares, en aquest cas casats, que representa un total de 83,9%.
Les llars monoparentals representen el 9,0% de les llars de Catalunya. En general, les proporcions més elevades d'aquest tipus de llars es localitzen a les comarques d'alta muntanya i també a les comarques més urbanes del litoral català, fet que sembla indicar que responen a tipologies diferents en tots dos casos (Alt Urgell 9,8%, Barcelonès 9,7%). Per contra, les proporcions més reduïdes de llars monoparentals es troben a la Cerdanya (6,9%), l'Alta Ribagorça (7,1%) i el Pallars Jussà (7,1%).

## Finances i economia
És habitual que en les famílies monoparentals només hi hagi un únic suport responsable de les despeses, l'educació..., encara que alguns Pares/mares solters/es reben el pagament de la manutenció dels fills/es per part de l'altra persona. Aquest pagament en la majoria de casos, ajuda a afrontar els costos.
Les famílies i els ingressos varien entre els pares/mares solters/es. De fet, segons el centre Nacional per a la Infància de la Pobresa de la Universitat de Colúmbia els problemes financeres són més greus en les famílies monoparentals que no pas les famílies nuclears, ja que moltes viuen en molts baixos recursos i escassa formació educativa.
Aquest fet pot relacionar-se amb el nivell acadèmic d'aquests nens i nenes, ja que a l'haver-hi només un membre responsable per ells i treballant, costa molt que els horaris permetin ajudar a aquests a realitzar les tasques de l'escola, a rebre orientació i atenció.
El investigador Virginia Knox, va arribar a la conclusió, a partir de les dades de la Enquesta Nacional Longitudinal de la Juventud, que per cada US$100 de manutenció que reben els/les pares o mares solters/es, la puntuació dels seus fills/es augmenta de 1/8 a 7/10 d'un punt. A més a més, va trobar que els nens/es amb mares/pares solters/es que tenen suport emocional per part d'altres familiars seus, tendeixen a desenvolupar-se millor a l'escola que els nens/es que no tenen contacte amb els seus pares/mares.

### Aïllament
Segons Michael J. Smith i la seva revista "Relacions familiars" afirma que l'aïllament de la societat i la falta de suport social podrien ser conseqüències de la monoparentalitat. Tot i això, existeixen grups de suport per a pares i mares solters/es.
Normalment a les escoles locals, les famílies amb aquestes característiques, ja reben el suport i l'orientació professional i personal, igual que també recomanen altres recursos locals. El resultat d'aquesta activitat és que els fills/es d'aquestes famílies, poden formar part d'una xarxa social integrada.
Al llarg del temps el percentatge d'exclusió social i pobresa de les llars monoparentals ha anat experimentant varis canvia. Segons les dades que es poden trobar en l' "obra social de La Caixa" al 2007 a Espanya el 43.1% de les llars monoparentals patien aquesta pobresa i exclusió social, mentre que a la Unió Europea Al 2010 era un 48,7%. Tres anys després van incrementar els percentatges a 55,2% a Espanya i un 52,2% a la Unió Europea, és a dir, més de la meitat de les llars monoparentals patien aquesta exclusió. Els últims estudis fets al 2017 demostren que els percentatges van disminuir a 47,9% a Espanya i 48% a la Unió Europea.

## Efectes negatius per als fills/es
L'absència d'una figura paterna o materna en una llar no sempre comporta un aspecte negatiu a la vida dels nens i nenes, ja que hi ha molt nenes que es desenvolupen de manera saludable emocionalment, tenen una bona vida i desenvolupen bones actituds socials. Però és necessari posar èmfasi, que durant molt de temps ha existit el prejudici que els nens i nenes que creixen sense una figura paterna acaben sent nens/es amb problemes.
S'ha demostrat que hi ha fills/es que creixen sense un dels progenitors i que presenten problemes de conducta i resulten emocionalment inestables, ja que en el cas que no es proporcioni el suport adequat a un nen/a, poden presentar alguns problemes que s'esmenten a continuació a conseqüència de l'absència de la figura d'un dels progenitors en el nucli familiar:
- Ira
- Ansietat
- Depressió
- Aïllament
- Dèficit d'atenció
- Sentiment de culpabilitat
- Sensació d'abandonament
- Deteriorament de l'autoestima
- Relacions socials pobres
- Dificultats per tolerar l'estrès
- Desinterès escolar i/o baix rendiment acadèmic
- Desobediència, entre altres problemes de conducta

En aquests casos, és fonamental que el nen/a se senti estimat i escoltat, ja que d'aquesta manera es forma el nucli familiar que necessita el fill/a.

## Efectes positius per als fills/es
Les llars monoparentals poden experimentar efectes positius segons els tipus de personalitat i les tècniques de criança dels fills/es.
Segons un estudi de la Universitat de Cornell, els nens/es de 12 i 13 anys, que van participar en aquest estudi, la paternitat soltera no va mostrar cap mena d'impacte negatiu en el desenvolupament social i educatiu dels nens i nenes. Sinó que, a més a més, els nens/es de famílies monoparentals poden presentar fortes habilitats de responsabilitat, ja que són més criats per a ajudar en les tasques familiars.
Entre els aspectes positius, cal esmentar diverses coses:
- Els fills/es, acostumen a crear lligams més estrets amb membres o amics de la família, ja que els ajuden a educar-los i créixer en un àmbit familiar.[23]
- Majoritàriament, són fills/es que valoren més l'esforç que fa un pare/mare, sense ajuda dels altres.[26]
- Es produeix una connexió especial entre mare/pare i fill/a.[26]